# ギンカクラゲ
ギンカクラゲ（銀貨海月、Porpita porpita）はヒドロ虫綱花クラゲ目の群体性クラゲの1種。

## 概要
暖海性、外洋性で黒潮海域に生息する。その平らな円盤状の気泡体の中心部は白色から銀色で、銀貨というより牛乳瓶のフタや大根の輪切りに形容される場合もある。盤部は最大で4cm程、その周囲には刺胞を持った感触体、下には1つの大栄養体、感触体との間には多数の小栄養体がぶら下がる。感触体や盤部の端は藍青色をしている。それぞれの感触体には数十本の有頭触手がある。円盤の表面にはところどころに小さな円錐形の突起があり、円盤の内部には多数の隔壁を持った気嚢を持つ。円盤の部分は堅いキチン質でできており、骨格が浜辺などに打ち上げられる事がある。刺胞の毒性は弱いが、人によってはアレルギー反応が出ることがあるため注意を要する。
クラゲの様に見える群体はポリプで、かつては円盤状の管クラゲと考えられていたが、現在ではこの動物は浮遊のための浮きを備えたヒドロ虫と考えられている。その証拠として、別に本当のクラゲ型のクラゲが形成されることがあげられる。有性生殖のためには栄養体から小さなクラゲ芽を形成し、小さなクラゲを一度に放出する。クラゲは4つの放射管を持つが、触手はもたない。